# Arteaga (Santa Fe)
Arteaga is een plaats in het Argentijnse bestuurlijke gebied Caseros in de provincie Santa Fe. De plaats telt 3071 inwoners.